# WION
WION (World is One News) es un canal de noticias internacional  con sede en Nueva Delhi. Es propiedad del Grupo Essel y forma parte de la red de canales Zee Media. El canal cubre noticias globales y temas de actualidad en idioma inglés.

## Historia
Su sitio web se lanzó en varios países como un servicio satelital gratuito el 15 de junio de 2016. El canal de televisión comenzó a transmitir el 15 de agosto de 2016, convirtiéndose en el primer canal de noticias internacional de propiedad privada de la India. Palki Sharma Upadhyay, rostro principal del canal, renunció en septiembre de 2022.

## Contenido

### Programas de televisión
- Gravitas : el programa en horario de máxima audiencia de WION que brinda a los espectadores noticias y debates sobre temas actuales de la India y el extranjero.
- Gravitas Plus : un programa digital exclusivo (YouTube y otras redes sociales, incluido el sitio web oficial).
- Global Leadership Series ( GLS ): un programa basado en entrevistas con distintos jefes de Estado o de Gobierno.
- WION World Order : una plataforma de diálogo sobre políticas exteriores.
- The Diplomacy Show : Entrevistas con diplomáticos.
- WION Sports : Cubre deportes globales.
- Historias principales : Noticias de última hora de la India y el extranjero.
- WION Speed News : un segmento de noticias con las principales historias de la mañana.
- WION Wallet : Cobertura de finanzas y la economía
- WION Fineprint : Análisis de noticias y desarrollos internacionales sobre temas sociales y económicos
- Your Story : información sobre las historias más populares del día de la India y el extranjero.
- WION Pitstop :  contenido centrado en la automoción
- WION Tech It Out : un espectáculo tecnológico semanal
- WION Wings : el primer programa de aviación de la India en televisión, que cubre vuelos, espectáculos aéreos, pilotos, aerolíneas y aviación general.
- WION MELT : entrevistas con la profesión de marketing
- WION Edge : uno de los programas más vistos de WION, que se centra en historias y personas de la India y del extranjero.[8]
- World at War : Un programa especial entregado durante la invasión rusa en Ucrania .
- World of Africa: un programa semanal que se concentra en la política, la sociedad y las culturas africanas.

## controversia

### Bloque de YouTube 2022
El 22 de marzo de 2022, WION fue bloqueado de YouTube por "violar las pautas de la comunidad de Youtube". YouTube había objetado un video publicado el 10 de marzo que transmitía un discurso de Sergey Lavrov, jefe del Ministerio de Relaciones Exteriores de Rusia, negando la invasión rusa de Ucrania en 2022. YouTube desbloqueó el canal el 26 de marzo después de una campaña en las redes sociales de WION